# Athener Markthalle

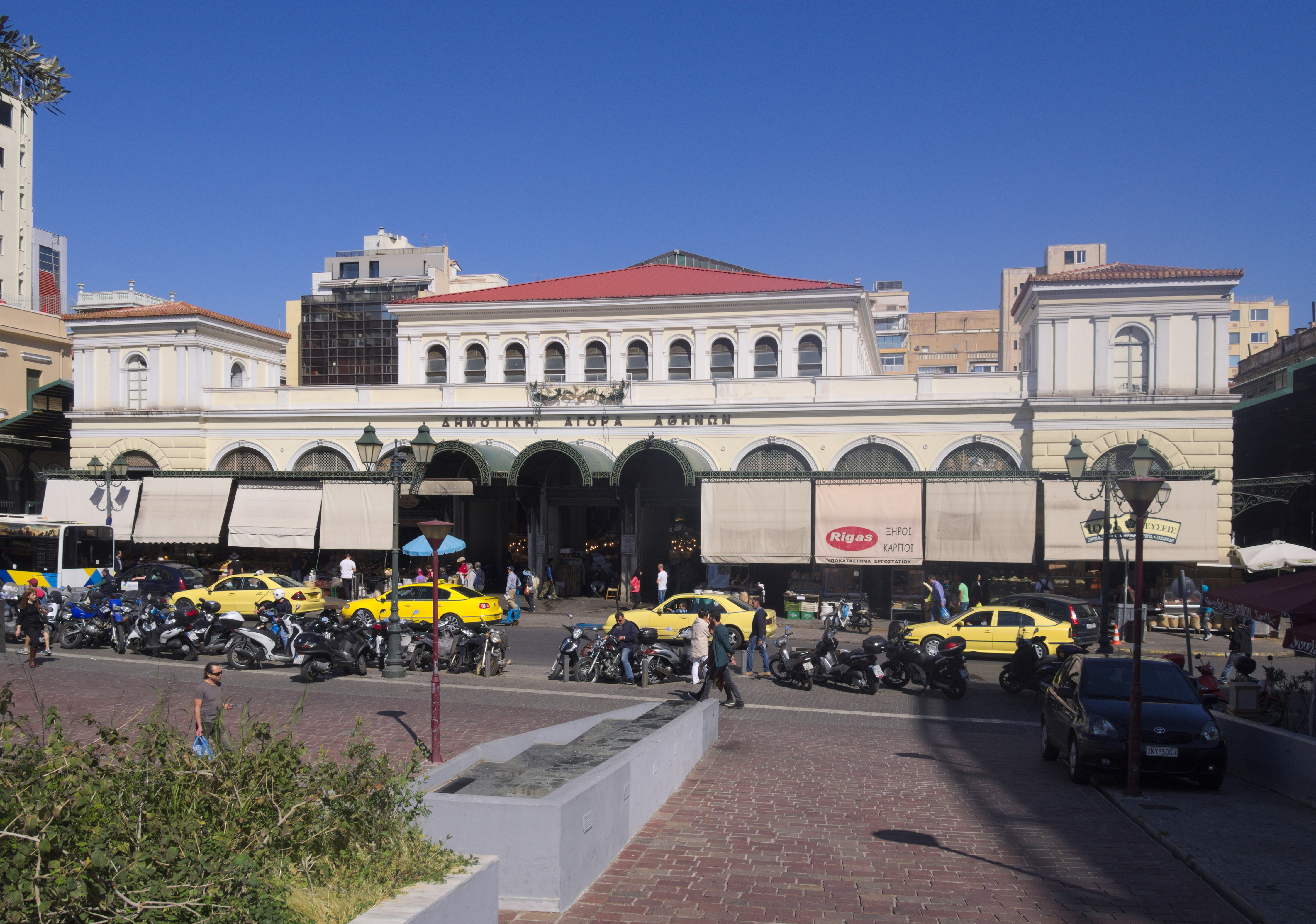
Die Halle von der Athenestraße aus gesehen

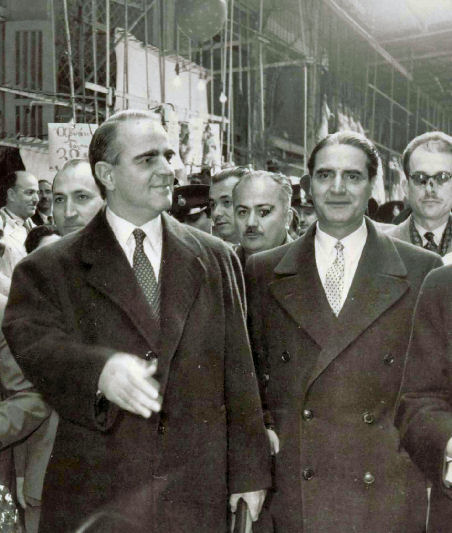
Der spätere Präsident Konstantinos Karamanlis zu Besuch in der Markthalle in den 1960er Jahren

Die Athener Markthalle (griechisch Δημοτική Αγορά Αθηνών Dimotikí Agorá Athinón; umgangssprachlich auch Βαρβάκειος Αγορά Varvákios Agorá „Varvakios-Markt“) ist die städtische Markthalle im Zentrum der Stadt Athen an der Odos Athinas Nr. 42 (Athena-Straße). In den umlaufenden Gängen (den gedeckten Gassen Armodiou, Aristogitonos und Filopimenos) wird Fleisch angeboten, in der zentralen Halle Fisch und in den Läden zur Fassade hin Nüsse, Trockenfrüchte und Gewürze. Gegenüber liegt der Obst- und Gemüsemarkt. Dort sowie in umliegenden Straßen werden auch Gewürze, Hülsenfrüchte, Wurstwaren, Käse, regionale Spezialitäten und Haushaltswaren gehandelt.
Von früher drei Tavernen, die im Markt rund um die Uhr geöffnet waren, ist nur noch eine bis in den frühen Abend offen. Außerdem gibt es im Markt kleinere Stehcafés und Imbisse sowie mehrere Tavernen am Zugang von der Sofokleous-Straße. Analog zu den früheren Pariser Markthallen wird die Markthalle auch als Bauch von Athen bezeichnet («το στομάχι της Αθήνας»).

## Geschichte
Die Bauarbeiten zur Markthalle, die den alten Basar aus der Türkenzeit auf dem Gelände der Hadriansbibliothek nahe dem Bahnhof Monastiraki ablösen sollte, begannen 1878 nach Plänen des Architekten Ioannis Koumelis. Nachdem ein Großbrand den alten Markt 1884 verrichtet hatte,  wurde das Gebäude 1886 eingeweiht. Nicht mehr erhalten ist ein 1906 hinzugefügter Uhrturm, der sich mittig an der Front des Gebäudes befand. Gegenüber, auf dem Gelände des heutigen Gemüsemarkts, lag einst das Gebäude des bekannten Varvakion-Gymnasiums, eine Stiftung des Russlandgriechen Iwan Varvakis, die auch dem Markt ihren Namen gab. Das Schulhaus brannte während der Schlacht um Athen im Dezember 1944 zu Beginn des griechischen Bürgerkrieges aus und wurde später abgerissen.
Bis in die 1970er Jahre war die Markthalle eine wichtige Handelsstätte des Groß- und Einzelhandels mit Lebensmitteln. Diese Bedeutung ging im Großhandel auf spezialisierte Großmärkte (Fleischmarkt, Obst- und Gemüsemarkt usw.) am Rand der Innenstadt über, im Einzelhandel auf die Supermärkte; trotzdem ist der Markt weiter gut besucht, und das Angebot oder die Durchschnittspreise werden als Indikator in der Presse angegeben. Vor allem ist dies im Vorfeld des Oster- und Weihnachtsgeschäfts der Fall (Preise für Lammfleisch, Puten etc.). Der „traditionelle“ Besuch der Markthalle gilt bis heute als Ritual in der Athener Kommunalpolitik. Während der griechischen Militärdiktatur (1967–1974) gab es Pläne, die Hallen durch ein Hochhaus zu ersetzen.
Die Bedeutung der Halle beschränkt sich heute auf die Versorgung der Kernstadt Athen, ihrer Gastronomie und ihres Einzelhandels. Wiederholte Versuche, die Halle in eine schicke Delikatessenmeile zu verwandeln oder den traditionellen Handel auszulagern, scheiterten am Widerstand der Händler.

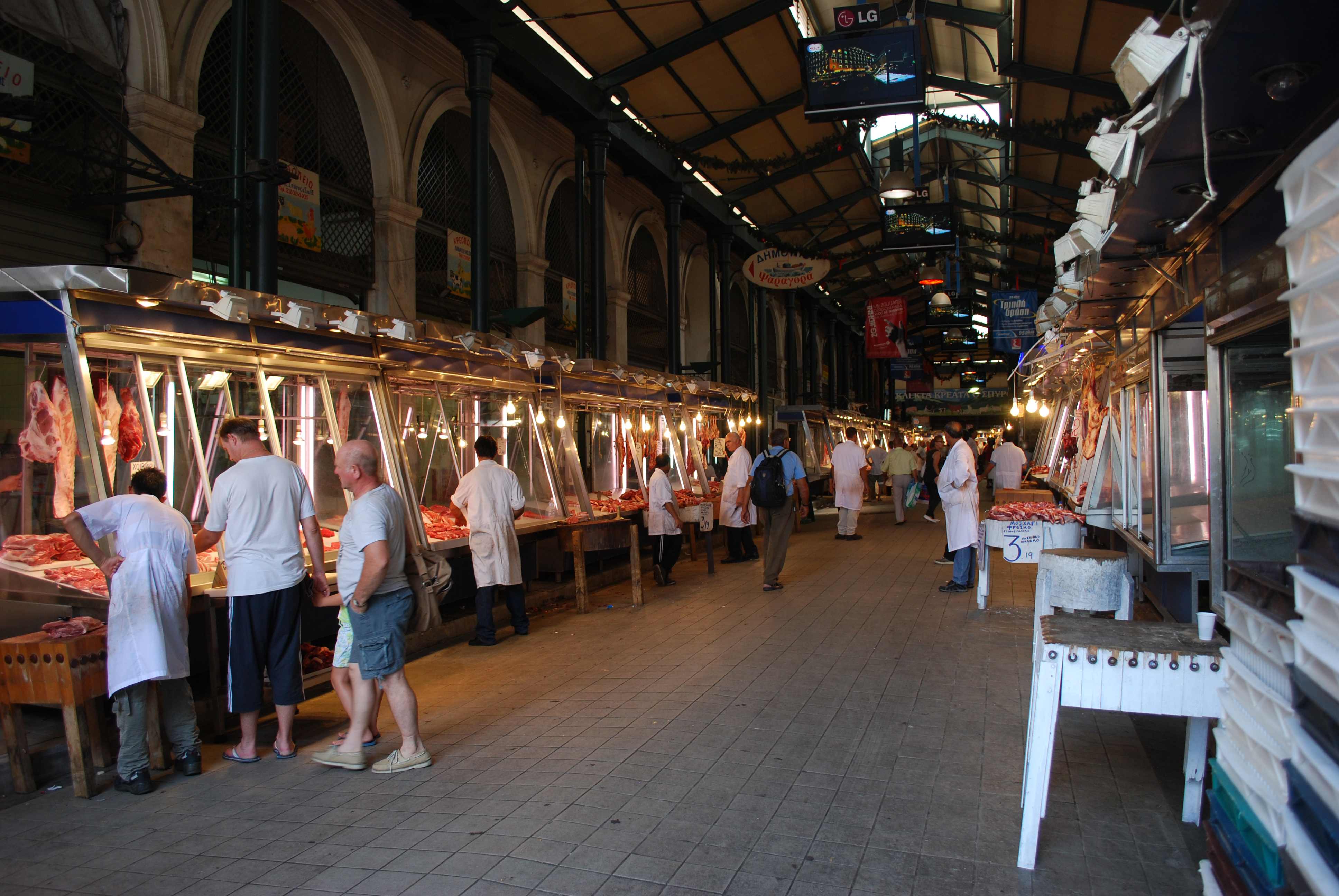
Der Fleischmarkt
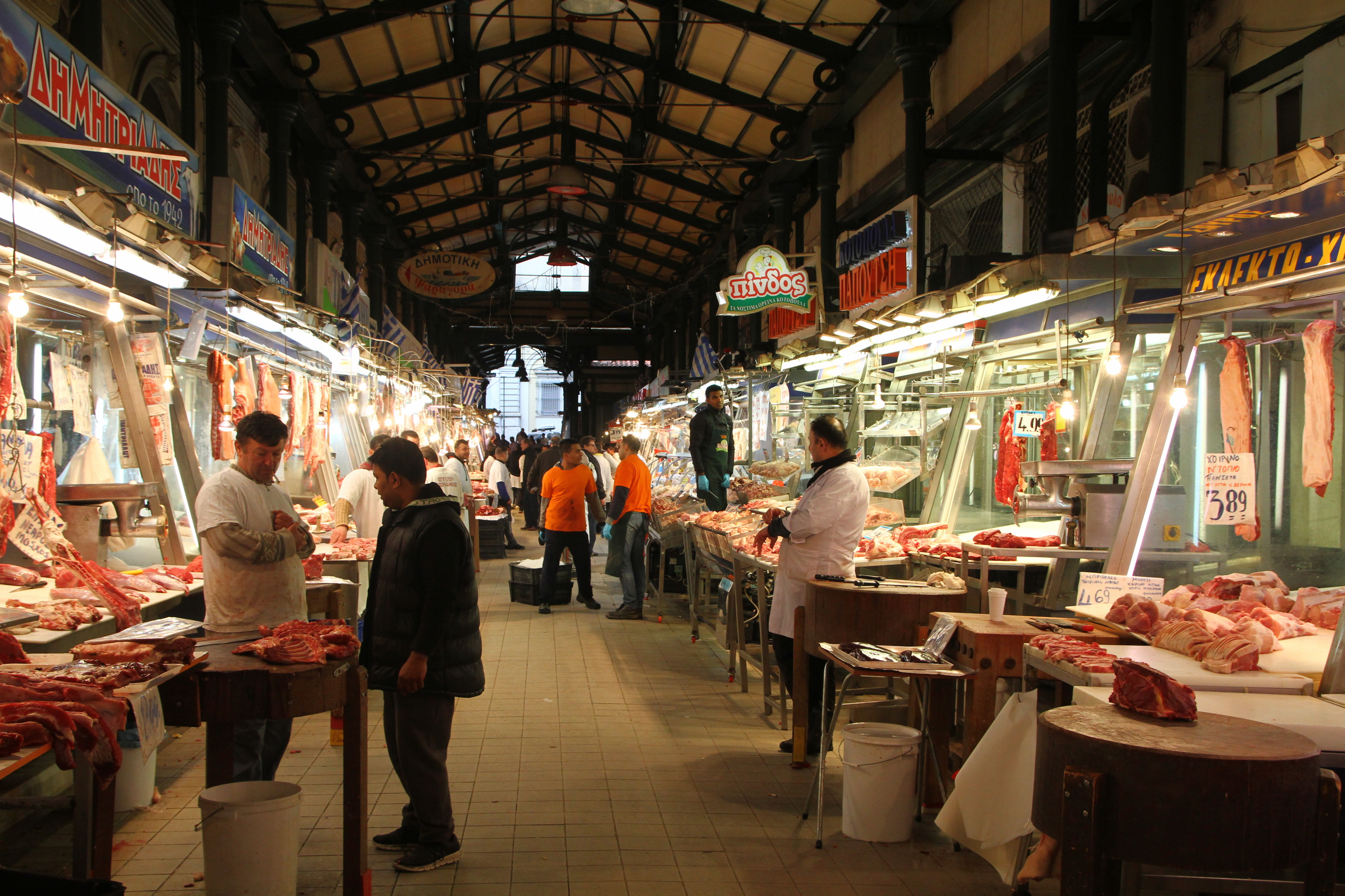
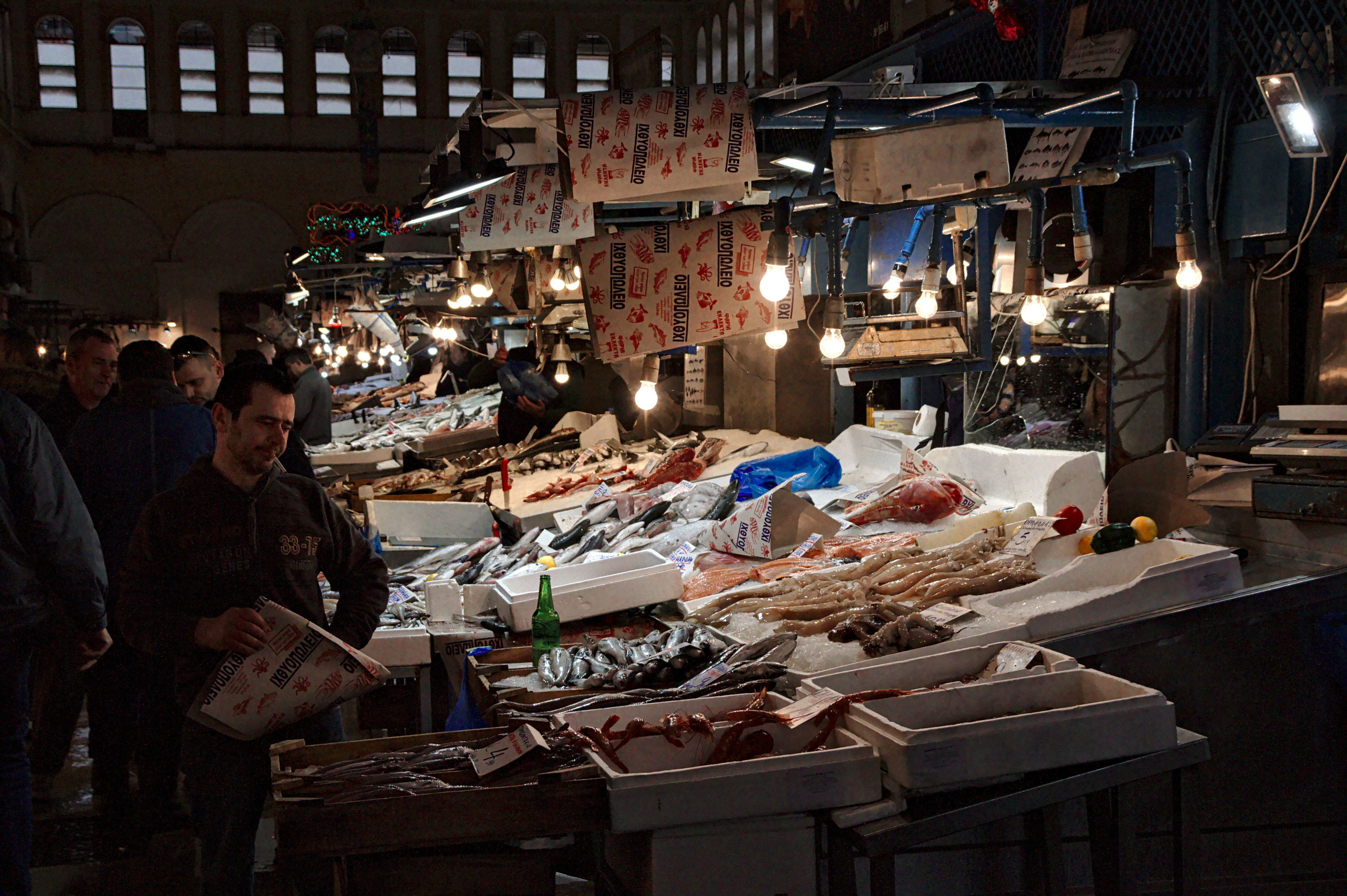
Reichhaltiges Angebot auf dem Fischmarkt
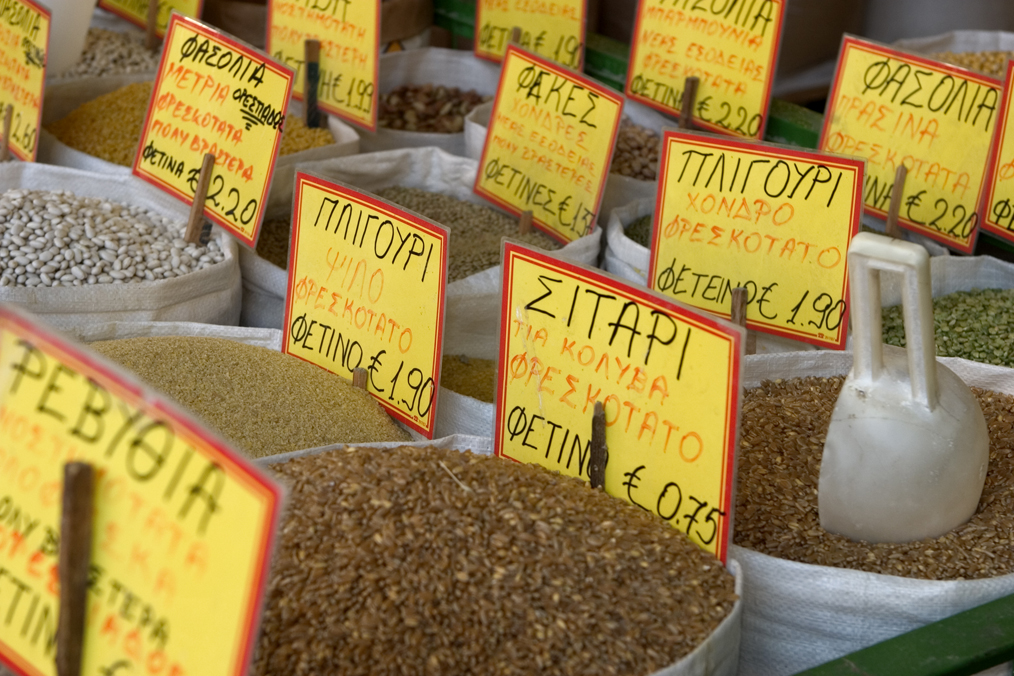
Hülsenfrüchte und Weizen
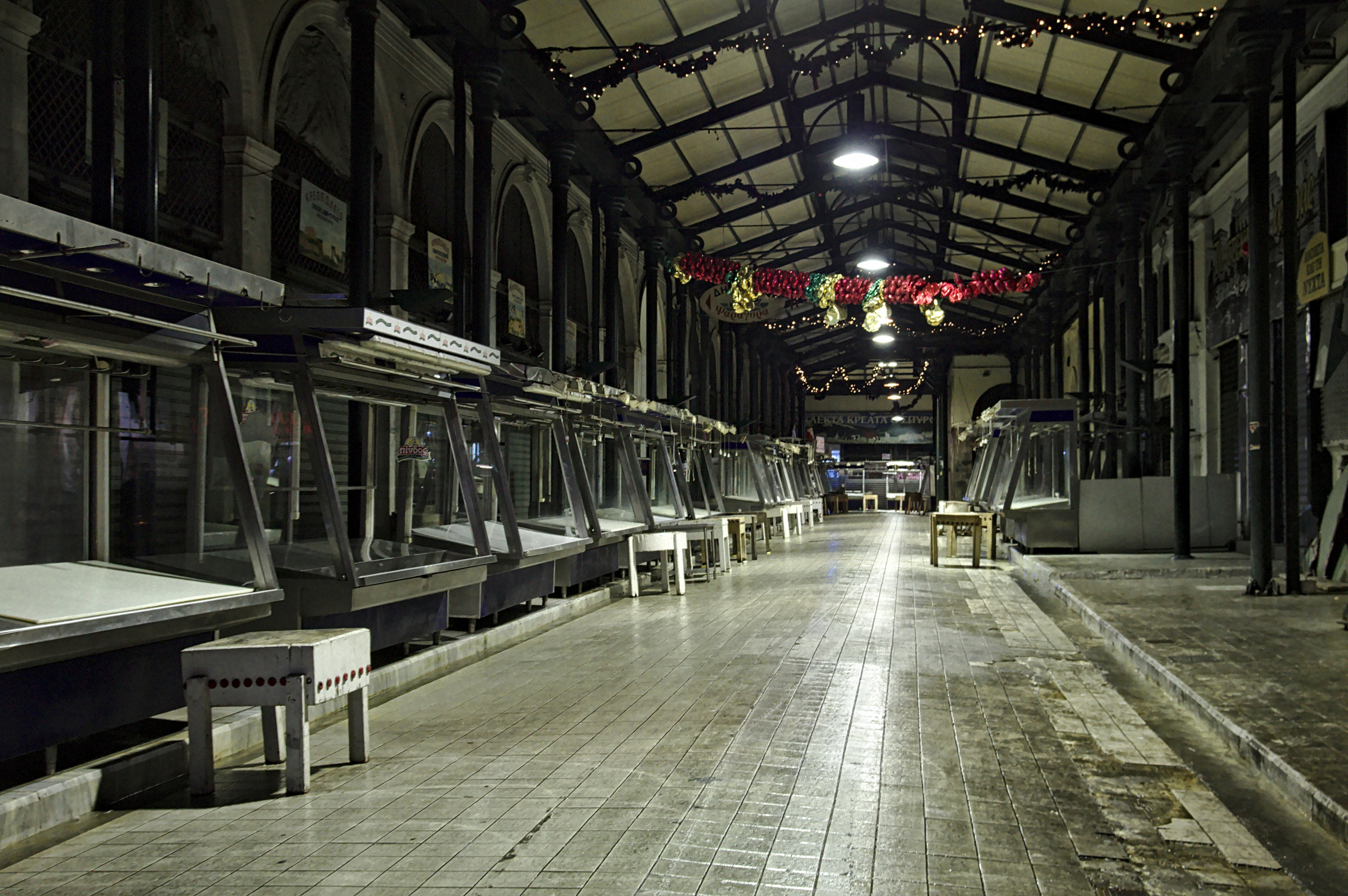
Leere Markthalle nach Betriebsschluss